# Освітнє середовище
Освíтнє середóвище — сукупність об'єктивних зовнішніх умов, факторів, соціальних об'єктів, необхідних для успішного функціонування освіти. Це система впливів і умов формування особистості, а також можливостей для її розвитку, які містяться в соціальному і просторово-предметному оточенні.